# Anapisa quadrimaculata
Anapisa quadrimaculata är en fjärilsart som beskrevs av Hans Zerny 1912. Anapisa quadrimaculata ingår i släktet Anapisa och familjen björnspinnare. Inga underarter finns listade i Catalogue of Life.